# Cao Wenxuan
Cao Wenxuan (Yancheng, 1954) is een Chinese schrijver, vooral bekend om zijn jeugdboeken. Cao heeft tientallen jeugdboeken, romans en korte verhalen op zijn naam staan. In 2016 won hij de Hans Christian Andersenprijs. Cao’s werk is vertaald in verschillende talen, waaronder het Nederlands.
Cao Wenxuan werd in januari 1954 geboren in het dorp Longgang, gemeente Yancheng, in de provincie Jiangsu. Hij groeide op in een huishouden dat niet heel welvarend was, maar waar wel veel aandacht was voor literatuur. In 1974 ging hij studeren aan de Universiteit van Peking, een van de meest prestigieuze universiteiten van China. Na zijn afstuderen bleef hij als docent verbonden aan deze universiteit.
In 1979 begon Cao jeugdliteratuur te publiceren. Hij publiceert sindsdien een gestage stroom werken, zowel voor kinderen als voor volwassenen, en heeft in eigen land al vele prijzen voor kinder- en jeugdliteratuur gewonnen, waaronder twee keer de Song Qingling-prijs voor Jeugdliteratuur. Zijn werk is vertaald in het Nederlands, Engels, Japans en verschillende andere talen.
Cao stelt dat jeugdliteratuur niet alleen maar komisch moet zijn, maar ook een tragische noot moet hebben. De kinderen in zijn boeken krijgen te kampen met problemen als honger, armoede of verlies. Zijn boeken gaan niet alleen over het alledaagse leven van gewone kinderen, maar willen ook iets zeggen over het leven in de brede zin. Veel van zijn boeken spelen zich af op het platteland, waar Cao zelf ook is opgegroeid.
In 2016 won Cao de Hans Christian Andersenprijs voor zijn boek Brons en Zonnebloem, over de vriendschap tussen een arme plattelandsjongen en een stadsmeisje dat in de Culturele Revolutie naar het platteland wordt gestuurd. Cao is de eerste Chinese winnaar van deze prijs.
Cao’s serie Dingding en Dangdang, over de avonturen van twee broers met het syndroom van Down, werd opgenomen in de 2015 IBBY Selection of Outstanding Books for Young People with Disabilities.

## In het Nederlands vertaalde werken
- De veer, vertaald door Lise Merken (Hasselt: Clavis, 2016).
- Wawa de wondervogel 1: Spreeuwenstad en de piraten (Lierderholthuis: Leonon, 2017).
- Wawa de wondervogel 2: Red de visser (Lierderholthuis: Leonon, 2017).
- Wawa de wondervogel 3: Hoe pak je een adelaar aan? (Lierderholthuis: Leonon, 2017).
- Wawa de wondervogel: Waar is de baby?, vertaald door Annelous Stiggelbout (Lierderholthuis: Leonon, 2019).
- Wawa de wondervogel: De zwarte kat, vertaald door Annelous Stiggelbout (Lierderholthuis: Leonon, 2019).

- Bibsys: 1542227323254
- Bibliothèque nationale de France: cb14516729w (data)
- CiNii: DA13580038
- Gemeinsame Normdatei: 1019809574
- International Standard Name Identifier: 0000 0001 0959 523X
- Library of Congress Control Number: n87887007
- Bibliotheek van het Japanse parlement: 00867950
- Nationale bibliotheek van Australië: 36652410
- Nationale Bibliotheek van Israël: 987007348137105171
- Nationale en Universitaire bibliotheek Zagreb: 000783918
- Nederlandse Thesaurus van Auteursnamen: 154189146
- Réseau des bibliothèques de Suisse occidentale: 02-A017526010
- Istituto Centrale per il Catalogo Unico: TO0V561573
- Système universitaire de documentation: 16528885X
- Virtual International Authority File: 22375615
- WorldCat: E39PBJwCYbMYGMH6tQJWjbmGHC